# 安田女子短期大学
安田女子短期大学（日语：／ Yasuda Joshi Tanki Daigaku *）是一所位于日本广岛县广岛市安佐南区的私立短期大学。

## 概要

### 简介
- 学校最早可以追溯到1915年[1][2]。短期大学为于1955年开办[2]、由学校法人安田学园经营。

### 历史
- 1955年 安田女子短期大学成立并同时设置一个学科即保育科[2]。
- 1961年 家政科成立[2]。
- 1988年 秘书科成立[2]。
- 1991年 家政科改编为生活科学科[2]（以后招生到2003年、停办于2005年）[3]。

### 宪章
- 请参看安田女子短期大学的标志 （页面存档备份，存于） （日語） 2014年4月13日阅览。

## 学校环境
- 校区：在广岛县广岛市安佐南区

## 交通
- 广岛高速交通广岛新交通1号线安东站下车。

## 历任校长
- 濑山敏雄：现在的短期大学校长[4]

## 组织

### 学科
- 保育科

### 前学科
| - 生活科学科 - 秘书科 |

### 专科
| - 没有 |

### 业余课程
| - 没有 |

## 活动
- 体育系，篮球、足球、排球、弓道、硬式网球、软式网球。
- 文化系，华道、陶艺、电影放送。

### 附属学校
- 幼儿园[5]

## 知名校友
- 松本裕见子:女演员

## 对外交流
- 美国加利福尼亚州立大学

## 相关链接
- 日本短期大学列表